# Xestocasis antirrhopa
Xestocasis antirrhopa är en fjärilsart som beskrevs av Diakonoff 1955. Xestocasis antirrhopa ingår i släktet Xestocasis och familjen signalmalar. Inga underarter finns listade i Catalogue of Life.